# Under the Influence: A Tribute to the Legends of Hard Rock
Under the Influence: A Tribute to the Legends of Hard Rock è il secondo EP del gruppo musicale britannico Asking Alexandria, pubblicato 28 novembre 2012 dalla Sumerian Records.

## Descrizione
L'EP contiene quattro cover di vari artisti realizzati dagli Asking Alexandria nel corso del 2012 più il brano inedito Run Free, reso disponibile per il download gratuito il 13 agosto 2012 e successivamente reso disponibile per l'acquisto il 4 dicembre dello stesso. Il brano è stato inoltre inserito nella lista tracce del terzo album in studio From Death to Destiny (2013).

## Tracce
1. Separate Ways – 5:23 (Journey)
2. Kickstart My Heart – 4:20 (Mötley Crüe)
3. Here I Go Again – 5:10 (Whitesnake)
4. Hysteria – 5:25 (Def Leppard)
5. Run Free – 4:13 (Asking Alexandria)

## Formazione
- Danny Worsnop – voce
- Ben Bruce – chitarra solista, cori
- Cameron Liddell – chitarra ritmica
- Sam Bettley – basso
- James Cassells – batteria